# Mücke Motorsport
Mücke Motorsport, även känt som ADAC Berlin-Brandenburg, är ett tyskt racingteam.

## Historia

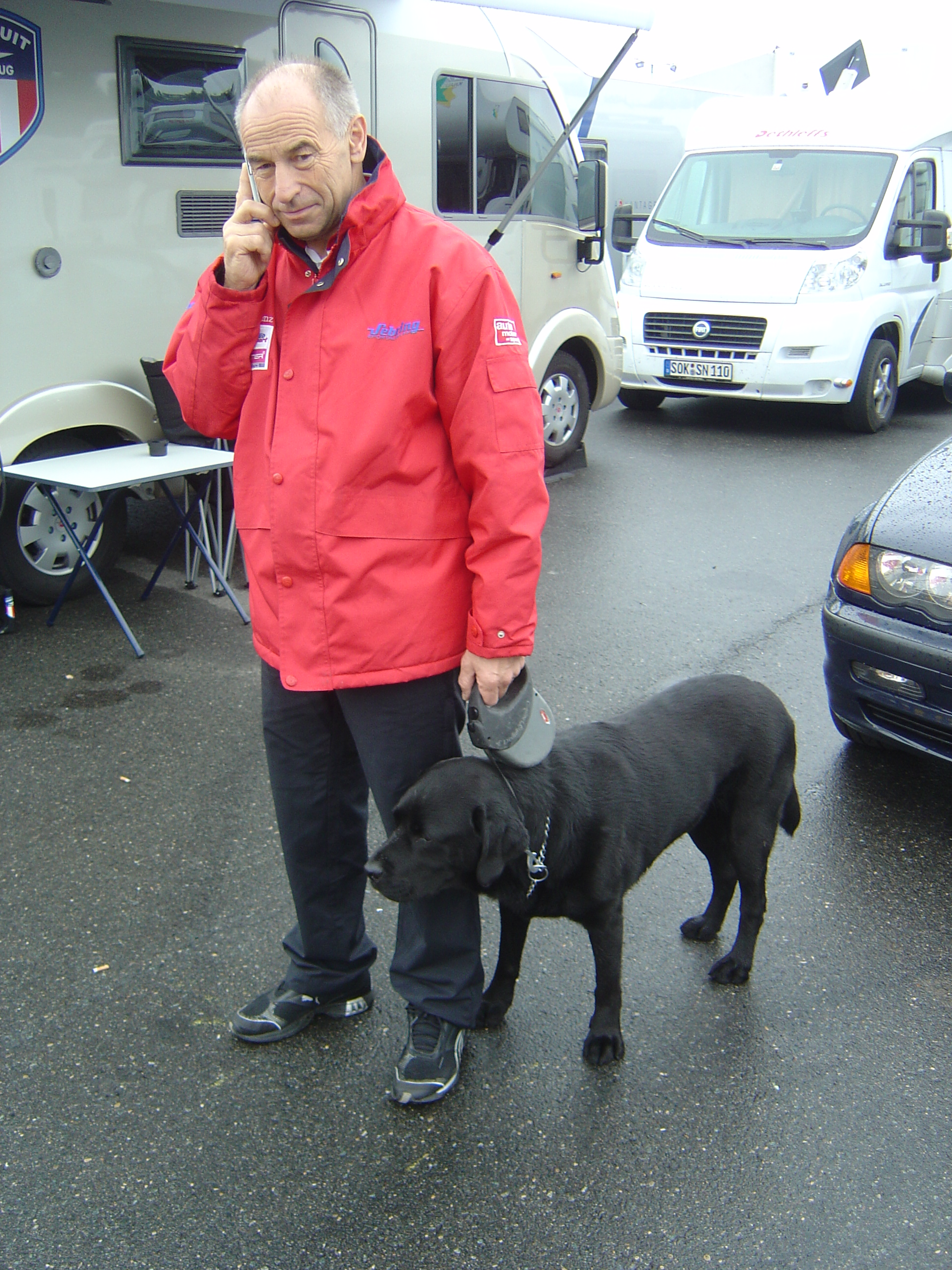
Teamchefen, Peter Mücke, 2009.

Mücke Motorsport grundades av Peter Mücke 1998, när hans son, Stefan Mücke, började tävla i Formel BMW ADAC. De vann mästerskapet redan första säsongen, och teamet flyttade upp till det tyska F3-mästerskapet till 1999. Mücke slutade där på nionde plats i mästerskapet, medan han blev fyra i det österrikiska F3-mästerskapet, vilket han även körde i. Under 2000 tog Mücke sin första, och dessutom andra, seger i mästerskapet och slutade säsongen på femte plats totalt. Till säsongen 2001 skaffade sig Mücke Motorsport en andra bil, som kördes av Markus Winkelhock. Winkelhock tog femteplatsen i mästerskapet, medan Mücke slutade tvåa, endast fyra poäng bakom mästaren Toshihiro Kaneishi.
Efter fyra år i faderns team, lämnade Stefan Mücke teamet till säsongen 2002. Istället gick han till Team Rosberg i Deutsche Tourenwagen Masters. Mücke Motorsport blev dock kvar ytterligare en säsong i tyska Formel 3 med Markus Winkelhock, plus två nya förare, Sven Heidfeld och Marcel Lasée. De två sistnämnda lyckades inte ta mer än ett fåtal poäng i mästerskapet, medan Winkelhock slutade på sjunde plats, efter en seger.
Till säsongen 2003 flyttade teamet över till det nystartade Formula 3 Euro Series, med Winkelhock och österrikaren Christian Klien. Båda var med högt uppe i toppen och tog två respektive tre segrar under säsongen. Winkelhock tog fjärdeplatsen totalt, medan Klien endast fick ge sig mot australiensaren Ryan Briscoe. I Masters of Formula 3 lyckades dock Klien vinna, innan han gick vidare till Jaguar Racing i Formel 1 säsongen efter.
Under säsongen 2004 skaffade sig Mücke Motorsport två nya förare; Robert Kubica och Bruno Spengler. Dessa lyckades inte prestera lika bra som Klien och Winkelhock gjort 2003, utan slutade på sjunde respektive elfte plats. I teammästerskapet plockade Mücke Motorsport fjärdeplatsen. Till Masters of Formula 3 hade Kubica lämnat och ersatts av Daniel la Rosa. Han tog sig in på tolfte plats, medan Spengler slutade på 30:e. Under säsongen dominerade även Sebastian Vettel, som senare skulle bli Formel 1-världsmästare, Formel BMW ADAC för teamet, då under namnet ADAC Berlin-Brandenburg  e.V.. Han vann hela arton av säsongens tjugo race.
Under 2005 lyfte Mücke Motorsport upp Vettel till Formula 3 Euro Series, tillsammans med brasilianaren Atila Abreu, som var den som var närmast Vettel i Formel BMW ADAC året tidigare. Dessa placerade sig på femte och femtonde plats i förarmästerskapet, medan teamet blev femma i teammästerskapet. 2005 var även Mücke Motorsports första säsong i Deutsche Tourenwagen Masters. Stefan Mücke var därför tillbaka i teamet, som tävlade med AMG-Mercedes C-Klasse. Till teamkamrat fick han greken Alexandros Margaritis, som dock inte plockade några poäng under säsongen. Mücke lyckades inte så värst mycket bättre heller, utan placerade sig på artonde plats, sist av dem som ens tog några poäng över huvud taget.

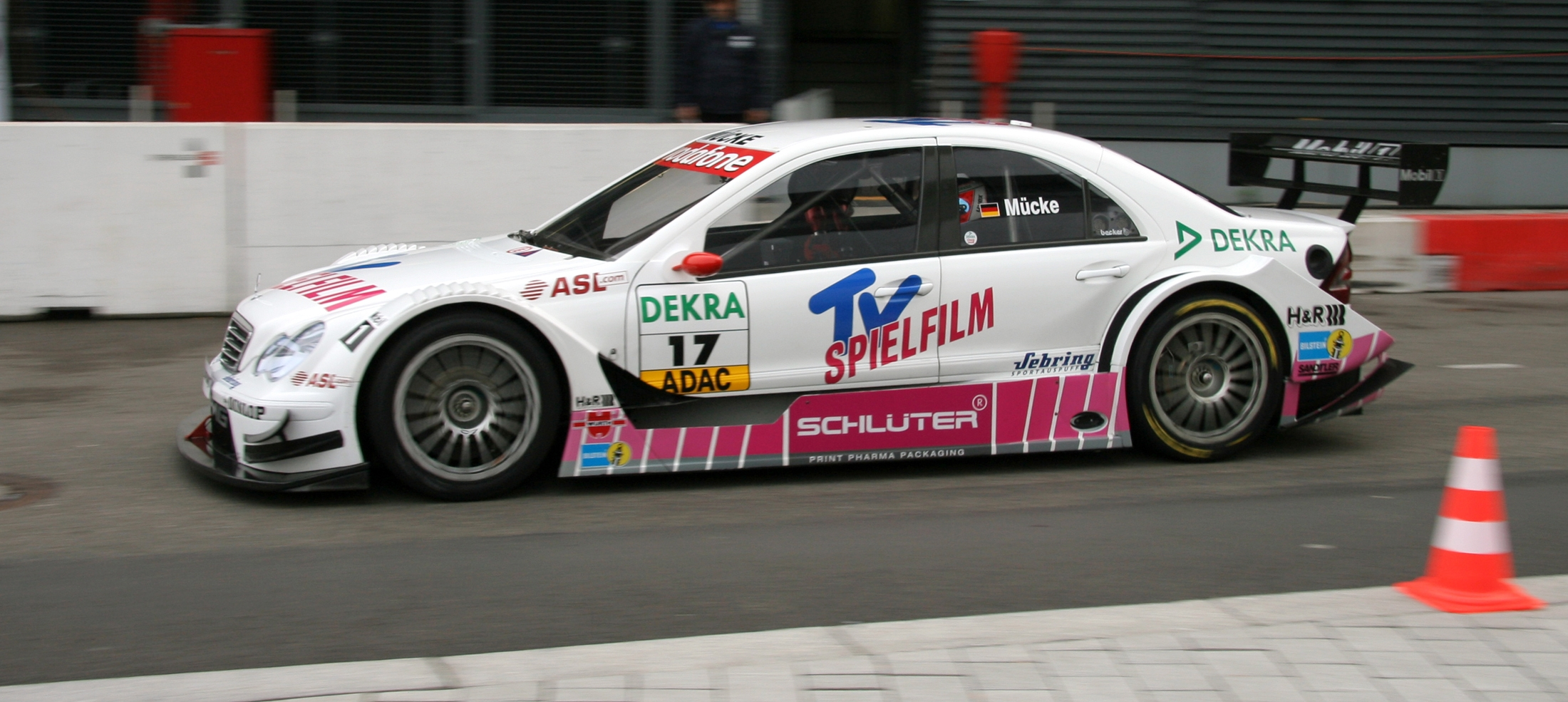
Stefan Mücke i Deutsche Tourenwagen Masters 2006.

Jonathan Summerton och Sébastien Buemi blev Mücke Motorsports förare i Formula 3 Euro Series 2006. De plockade var sin seger, men båda var väldigt ojämna säsongen igenom. Summerton lyckades bäst, med nionde plats totalt och tvåa i rookiemästerskapet, medan Buemi blev tolva. I teammästerskapet blev de fyra. Buemi tog sedan en fin tredjeplats i Masters of Formula 3. I DTM hade man Mücke, Daniel la Rosa och Susie Stoddart som förare. Även om man var långt ifrån toppen, lyckades Mücke och la Rosa plocka några poäng, medan Stoddart blev poänglös. Teamet slutade på sjunde plats i teammästerskapet.
Teamet behöll la Rosa och Stoddart 2007, medan Mücke ersattes av Mathias Lauda. La Rosa lyckades bäst, med en trettonde plats totalt. Lauda och Stoddart slutade säsongen på femtonde respektive tjugonde plats, Stoddart var dock återigen poänglös. Sébastien Buemi hade stannat med teamet i Formula 3 Euro Series och blev tvåa totalt, efter tre segrar, 2007. Hans nya teamkamrat, Edoardo Piscopo, slutade säsongen på femtonde plats. Buemis höga placering lyfte upp teamet till tredje plats i teammästerskapet.
Ralf Schumacher lämnade Formel 1 efter 2007 års säsong, och tog plats i Mücke Motorsports DTM-team till 2008. Detta året drev teamet endast två bilar; den med Schumacher, och en med Maro Engel. Engel tog inga poäng under säsongen, samtidigt som Schumacher plockade tre och slutade på fjortonde plats i mästerskapet. I Formula 3 Euro Series hade man tre nya förare; finländaren Mika Mäki, som slutade femma totalt, tysken Christian Vietoris, som slutade sexa totalt, och Erik Janiš, som slutade på 21:a plats. I teammästerskapet blev man trea. Janiš lyckades dock vinna rookiemästerskapet före Mäki.

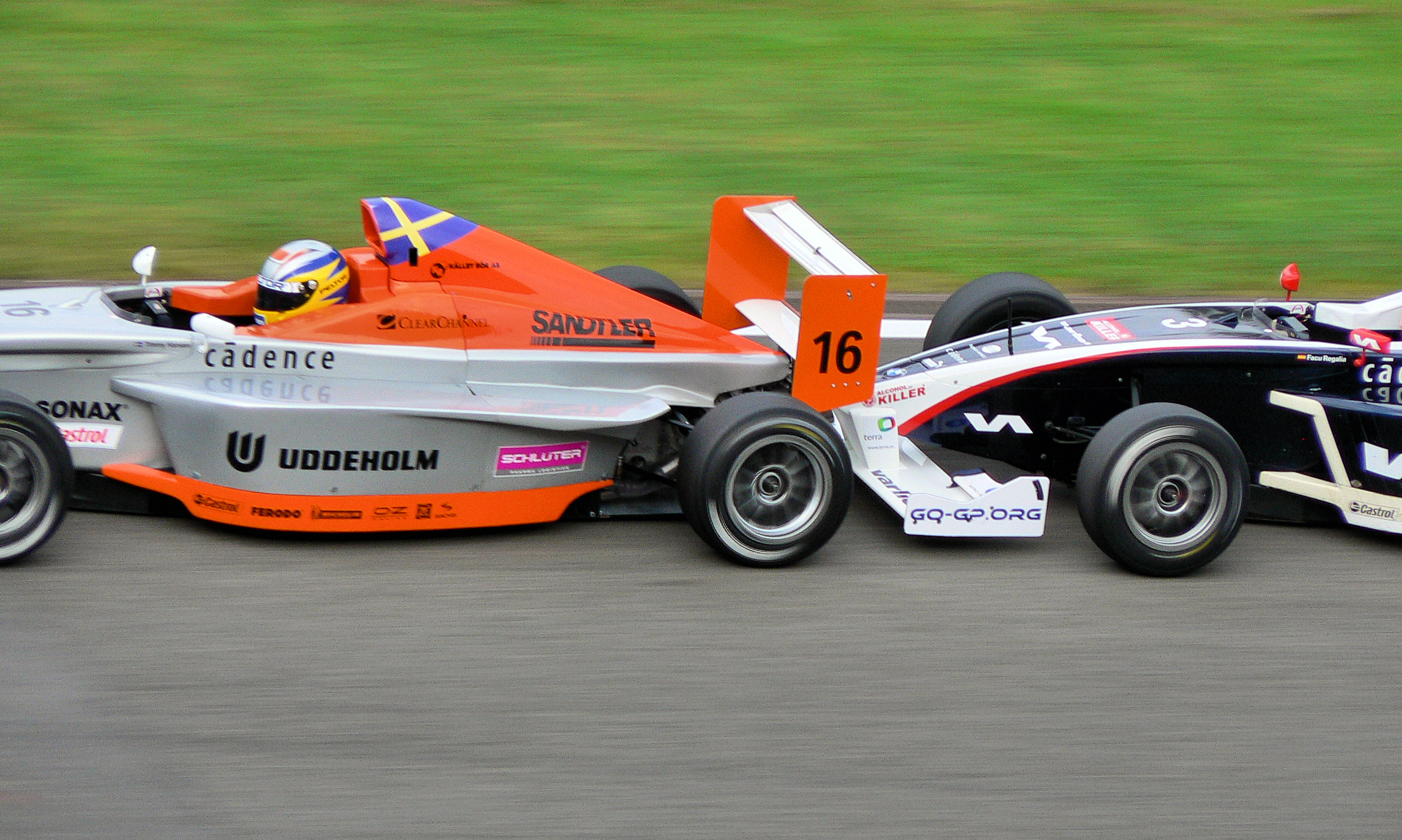
Timmy Hansen (till vänster) i Formula BMW Europe 2009.

Mücke Motorsport skaffade sig fyra förare till 2009 års Formula 3 Euro Series-säsong. Dessa var Christian Vietoris, Sam Bird, Alexander Sims och Marco Wittmann. Nico Monien gästkörde även i en tävling. Vietoris blev teamets bästa förare, då han med fyra segrar tog andraplatsen totalt, bakom Jules Bianchi. Sims slutade på fjärde, Bird på åttonde och Wittmann på sextonde plats. Det här året blev teamets bästa i teammästerskapet, då man slutade tvåa bakom ART Grand Prix. I DTM höll man kvar Engel, medan Schumacher ersattes av Mathias Lauda. Engel plockade ett fåtal poäng, medan Lauda endast lyckades ta ett. Engel blev tolva, och Lauda femtonde totalt.
Till säsongen 2010 inledde Mücke Motorsport ett samarbete med Ralf Schumacher, för att tävla i den nystartade formelbilsserien, GP3 Series. Resultatet blev RSC Mücke Motorsport, med Nigel Melker, Renger van der Zande och Tobias Hegewald som förare. Ingen av dessa tog några imponerande placeringar, och de slutade på platserna 21, 22 och 23 i tabellen. Teamet lade sig på tionde plats i teammästerskapet. I DTM hade Lauda blivit ersatt av den tidigare Formel 1-föraren David Coulthard. Teamet lyckades återigen inte få till några topplaceringar, och förarna lade sig på femtonde respektive sextonde plats i mästerskapet. I Formula 3 Euro Series tävlade Mücke Motorsport med spanjoren Roberto Merhi och colombianen Carlos Muñoz. Merhi vann det andra racet på Hockenheimring och slutade femma totalt och Muñoz hade som bäst en andraplats på Brands Hatch. Hans slutplacering blev nia.
Under 2011 tävlar Mücke Motorsport med svensken Felix Rosenqvist och nederländaren Nigel Melker i Formula 3 Euro Series. Melker inledde säsongen bra, med en seger på Circuit Paul Ricard. I DTM behåller man förarna från 2010, David Coulthard och Maro Engel, medan man tävlar med Luciano Bacheta, Michael Christensen och Nigel Melker i GP3 Series.